# Sturnia sinensis
Sturnia sinensis é uma espécie de passeriforme da família Sturnidae.
Pode ser encontrada nos seguintes países: Brunei, Camboja, China, Índia, Japão, Coreia do Sul, Laos, Malásia, Myanmar, as Filipinas, Singapura, Taiwan, Tailândia e Vietname.